# Мюзар, Сюзанна
Сюзанна Мюзар (фр. Suzanne Muzard; 1900—1992) — французская проститутка и фотограф, связанная с движением сюрреалистов. Она была возлюбленной Андре Бретона, к которой он обращался в своих любовных стихах.

## Биография
Сюзанна Фернанда Мюзар родилась 26 сентября 1900 года в Обервилье, пригороде Парижа,  в семье рабочего. В 18 лет она была приписана к одному учебному заведению, но ушла работать в бордель la Ruchette, расположенный на улице Аркад. Там она влюбилась в молодого дворянина, но его семья запретила ему заводить с ней серьёзные отношения. После этого разочарования она переехала в Лион, где у неё появились друзья, которые познакомили её с новым покровителем. Примерно в 1924 году Мюзар вернулась в la Ruchette.
Познакомившись с Мюзар в ходе своего визита в публичный дом, писатель Эммануэль Берль влюбился в неё  и в 1926 году поселил её в квартире.
В начале ноября 1927 года в кафе «Сирано», служившем местом встречи сюрреалистов, Берль представил Мюзар Андре Бретону, который влюбился в неё с первого взгляда . Бретон и Мюзар решили покинуть Париж и провести вместе две недели на юге Франции, хотя она не хотела расставаться с Берлем. Вернувшись в Париж в середине декабря, Бретон добавил к своему роману «Надя» третью часть, посвящённую его роману с Мюзар. Она давила на Бретона, чтобы тот развёлся со своей женой Симоной, что он и сделал . Однако Мюзар, в свою очередь, разорвала свои отношения с Бретоном и вышла замуж за Берля. Это вызвало негодование со стороны Бретона и круга сюрреалистов.
В 1931 году Бретон написал сюрреалистическую поэму о Мюзар — «Свободный союз» (фр. L'Union libre). В 1934 году у неё случился роман с Фредериком Мегре в Новой Каледонии. 26 октября 1936 года Мюзар и Берль развелись.
После развода Мюзар переехала на Таити, где познакомилась с фотографом Жаком Кордонье. Они поженились в 1940 году и оставались вместе, пока Кордонье не умер в 1961 году.
В 1974 году Мюзар написала под фамилией Кордонье автобиографическое эссе под названием «Мятежная странница» (фр. La passagère insoumise).
Мюзар умерла в 1992 году. Её неоконченные мемуары были опубликованы в 2004 году Жоржем Себбагом в André Breton, l’amour-folie: Suzanne, Nadja, Lise, Simone, книге о женщинах-сюрреалистах.